# Country roads and other places
Country roads and other places is een studioalbum van Gary Burton en zijn kwartet. Het is opgenomen in de RCA Studio B te New York in 1969. Het album bevat muziek, die grotendeels binnen de jazz valt, maar invloeden heeft van countrymuziek en klassieke muziek. Swallow speelde op dit album basgitaar (eerder hanteerde hij de contrabas) en Burton was bang dat dat vooral gezien werd als een poging modern te klinken.

## Musici
- Gary Burton vibrafoon
- Jerry Hahn – gitaar
- Steve Swallow – basgitaar
- Roy Haynes – slagwerk

## Muziek
| Nr. | Titel                                           | Duur |
| --- | ----------------------------------------------- | ---- |
| 1.  | Country roads (Burton, Swallow)                 | 5:06 |
| 2.  | The green mountains (Swallow)                   | 3:41 |
| 3.  | True or false (Swallow)                         | 1:45 |
| 4.  | Gone, but forgotten (Burton, Michael Gibbs)     | 3:45 |
| 5.  | Ravel prelude (Maurice Ravel, Burton)           | 3:14 |
| 6.  | And on the third day (Michael Gibbs)            | 4:06 |
| 7.  | A singing song (Burton)                         | 2:46 |
| 8.  | Wichita breakdown (Hahn, Burton)                | 2:43 |
| 9.  | My foolish heart (Victor Young, Ned Washington) | 2:30 |
| 10. | A family joy (Michael Gibbs)                    | 4:45 |